# 1111

## أحداث
- عماد الدولة بن هود يحاول استرداد ملكه في سرقسطة بدعم من ألفونسو المحارب ملك أراغون، فخرج محمد بن الحاج والي سرقسطة في قواته، ولحقته قوات مرسية بقيادة محمد بن عائشة، فاسحب ألفونسو إلى بلاده، وطاردته عساكر المرابطين.

### مايو
- القائد المرابطي سير بن أبي بكر يشن حملة على الغرب الأندلسي ويسترجع بطليوس بعد تمردها، كما استرجع لشبونة ويابرة وشنترة ودخل شنترين في 26 و25 مايو.

## مواليد
- أندريه بوغوليوبسكي
- ابن قرقول

## وفيات
- 22 فبراير - روجر بورسا ملك صقلية.
- 2 مارس - بوهيموند الأول من أنطاكيا.
- 5 أكتوبر - روبرت الثاني.
- 19 ديسمبر - حجة الإسلام أبو حامد الغزالي.